# Hans Koepchen
Hans Koepchen (* 31. Januar 1911 in Ohligs; † 29. Oktober 1955 in Freiburg) war ein deutscher Maschinenbau-Ingenieur. Nach dem Zweiten Weltkrieg war er maßgeblich verantwortlich für den Wiederaufbau und die Erweiterung des Kraftwerkes Frimmersdorf, eines der weltweit größten Braunkohlekraftwerke.

## Biografie
Hans Koepchen war der Sohn von Arthur Koepchen, dem „Vater der Verbundwirtschaft“. Schon als Schüler befasste er sich mit der Entwicklung eines Drehschieber-Zweitaktmotors und mit Plänen für einen 500-cm³-V8-Motor, der später auch nachgebaut wurde. Nach der Schulzeit in Essen studierte er an der Technischen Hochschule in München. Seine praktische Ausbildung nach dem Studium erhielt er bei Siemens in Mülheim und bei Babcock in England.
Als Diplom-Ingenieur trat er im April 1938 bei den Rheinisch-Westfälischen Elektrizitätswerken ein und arbeitete dort seit 1949 als Vorstandsmitglied der Betriebsabteilung Frimmersdorf. Zugleich war er Aufsichtsratsmitglied der hessischen Elektrizitäts-Aktiengesellschaft Darmstadt. Im Jahre 1945 begann er seine Tätigkeit beim Kraftwerk Frimmersdorf. Unter seiner Leitung wurde das im Krieg stark zerstörte Kraftwerk wieder aufgebaut und seit 1949 erweitert. Eine Hochdruck-Vorschaltanlage mit einer Leistung von 200.000 Kilowatt wurde 1954 nach der Fertigstellung des ersten Bauabschnitts in Betrieb genommen.
Hans Koepchen erlag 1955 einem Krebsleiden. Sein Sohn Hans-Peter Koepchen war Rennfahrer und BMW-Tuner, seine Tochter Ann-Monika Pleitgen war Schauspielerin und Schriftstellerin.